# Dracaenura stenosoma
Dracaenura stenosoma là một loài bướm đêm trong họ Crambidae.